# Hiiumaa
Hiiumaa (en suédois : Dagö en finnois : Hiidenmaa) est la deuxième plus grande île d’Estonie, dans le golfe de Riga, au nord de l’île de Saaremaa, dont elle n'est séparée que de 5,3 kilomètres. Sa côte ouest borde la mer Baltique.
Le village de Rohuküla, sur la côte estonienne continentale, est distant de vingt-deux kilomètres. Administrativement, l'île est également un comté historique et une commune rurale (Hiiumaa vald).

## Étymologie
Hiiumaa est l'île principale du comté de Hiiu, (en estonien : Hiiumaa ou Hiiu maakond).
En suédois et en allemand, l'île est appelée Dagö qui a pour origine son ancien nom en finnois : Päivänsalo (en français : « l'île du jour »).
En finnois moderne, l’île est appelée Hiidenmaa, signifiant le Bois sacré. Le territoire a porté le nom de Dagö jusqu'en 1919.

## Histoire
Les découvertes archéologiques montrent que l'île était déjà peuplée 4 000 ans avant notre ère. Des fouilles récentes ont mis au jour des campements de chasseurs de phoques datant de cette époque. Ces fouilles se sont déroulées sur la partie la plus haute de l'île, près du cimetière du village de Kopu, non loin du phare. Il est logique que le premier habitat soit situé à cet endroit car avec la montée régulière des terres (quelques millimètres par an), c'était la première terre à avoir émergé de la mer Baltique.
Les plus anciennes traces écrites de l'île de Dageida datent de 1228 après que l'État monastique des chevaliers Teutoniques eut pris possession de Hiiumaa et du reste de l'Estonie. En 1254, Hiiumaa est partagée entre l'évêché d'Ösel-Wiek et la branche Livonienne de l'ordre Teutonique, qui agissait aussi en partie pour la Ligue hanséatique. Jusqu'en 1563, Hiiumaa reste la possession des chevaliers teutoniques (pour le compte de la Ligue hanséatique).
De 1563 à 1721, l'île fait partie du Duché d'Estonie. En 1721, l'empire Russe l’annexe dans son gouvernement d'Estland.
En 1781, sous le règne de Catherine II de Russie, la plus grande partie de la population suédoise de l'île est expulsée et accompagnée par les dragons du tsar jusqu'au bord du fleuve Dniepr en Ukraine. Des milliers d'expulsés des communes de Hiiumaa, n’arrivera au printemps suivant, que la moitié qui fondera Gammalsvenskby.
Après le début des persécutions de Staline en 1929, on autorise les Suédois à repartir pour la Suède. La plupart de ces réfugiés d'Ukraine s'installera sur l'île de Gotland et dans la région de Stockholm.
À l'époque de la création de la république d'Estonie, il ne reste que très peu d'habitants de Hiiumaa parlant suédois. En 1928, le linguiste estonien Paul Ariste réalise une étude concernant les dialectes suédois sur Hiiumaa, et il ne trouve sur l'île qu'une seule très vieille grand-mère parlant couramment le suédois.
En 1917, par l'opération Albion, l'Armée impériale allemande occupe Hiiumaa. Après la guerre l'île fait partie de l'Estonie indépendante.
En 1940, elle est annexée par l'Union soviétique, puis par Allemagne nazie en 1941, et à nouveau par les Soviétiques en 1944. Hiiumaa fera partie de la république socialiste soviétique d'Estonie (jusqu'à la dislocation de l'URSS en 1990 et 1991).
Après le retour de l'armée rouge en 1944, de nombreuses familles de Hiiumaa furent déportées en Sibérie. Certains villages de bord de mer ont été incendiés à titre de représailles par les soviétiques car quelques habitants avaient fui en Suède à bord de barques de pêche. D'ailleurs par la suite, durant la période soviétique, Hiiumaa sera déclarée zone à accès restreint, fermée aux étrangers et à presque tous les Estoniens, car zone rouge de la frontière du rideau de fer. 
Depuis 1991, l'île fait partie de l'Estonie indépendante.

## Architecture

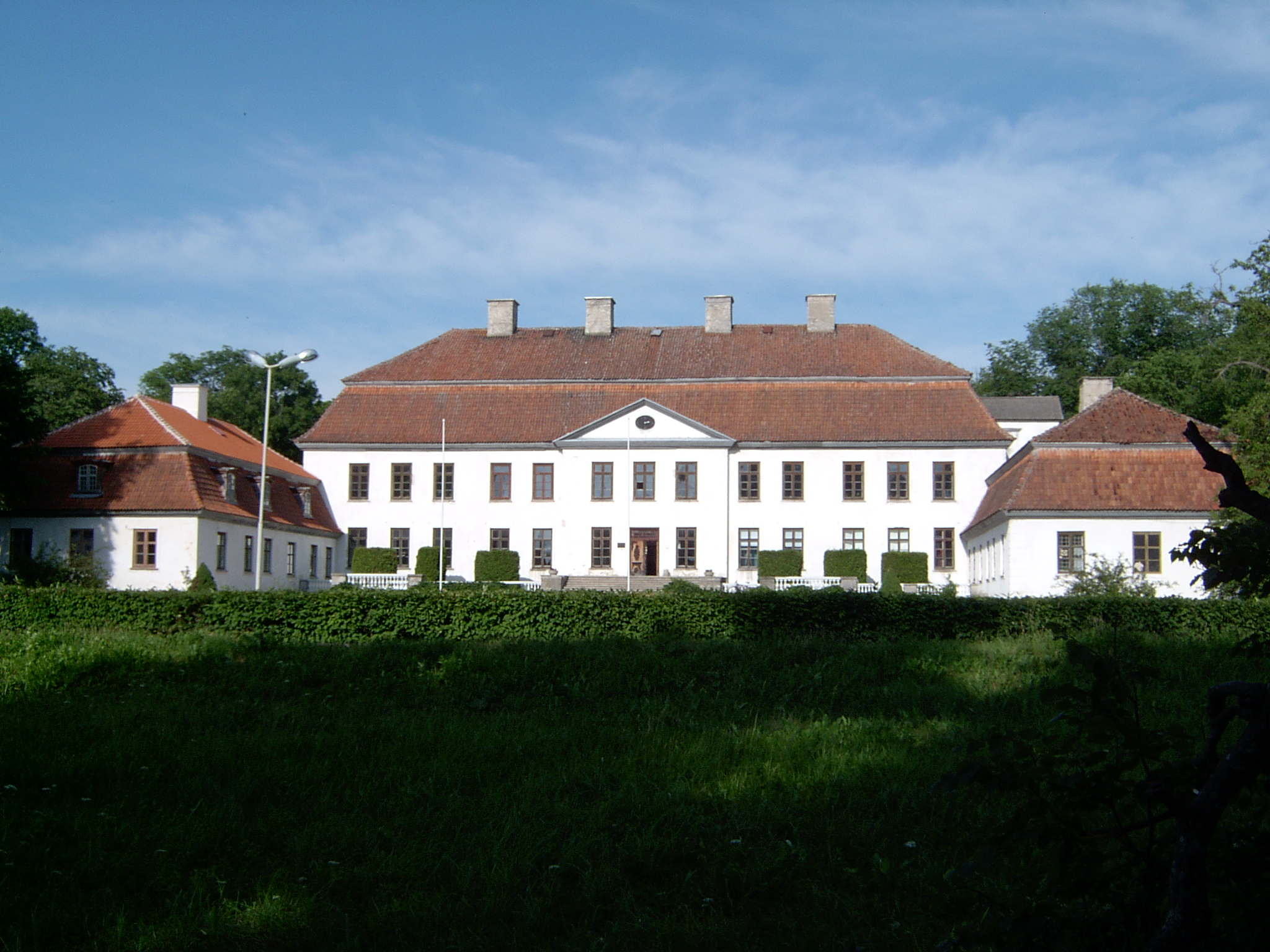
Le manoir de Suuremõisa.

Ebba Margareta De la Gardie, petite-fille du comte Axel Julius De la Gardie a fait bâtir le manoir de Suuremõisa entre 1755 et 1760. Puis le manoir a appartenu à la Famille von Ungern-Sternberg. Le manoir a été agrandi en 1772 et possède un grand arboretum.
Un autre manoir, le manoir de Putkaste est construit par Peter Stackelberg en 1812 à Käina. Le manoir est endommagé en 1944, il est en partie restauré en 1955-1959 pour servir de bureau au kolkhoze. Il est de nos jours en très mauvais état.
Hiiumaa possède aussi le phare de Kõpu construit au XVIe siècle et quelques églises anciennes.

## Tourisme
Hiiumaa est la « destination européenne d’excellence » sélectionnée pour l’Estonie, à l'issue de la session de 2015 du concours européen pour l’excellence dans le domaine touristique, organisé dans le cadre du projet EDEN encourageant les modèles de développement d'un tourisme durable, et qui récompense une destination par pays participant. Le thème du concours cette année-là est : « Le tourisme et la gastronomie locale ».

## Transports

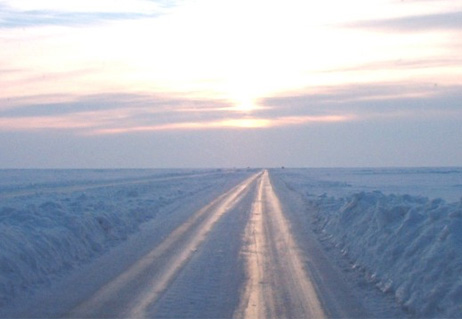
Le pont de glace.

Un service de ferries permet d'accéder à Hiiumaa en 75 minutes de Rohuküla à Heltermaa (28 km). Il est prudent de réserver pour le week-end. Il est également possible de prendre un ferry régulier entre Soru, dans le sud de Hiiumaa, et l'île de Saaremaa.
En hiver, l'île peut, selon les conditions, être jointe par « pont de glace » de 26,5 km de long sur la mer Baltique gelée,.
Hiiumaa est aussi accessible par liaison aérienne régulière bon marché entre Tallinn et l'aéroport de Kärdla (deux vols par jour)[réf. nécessaire].

## Galerie

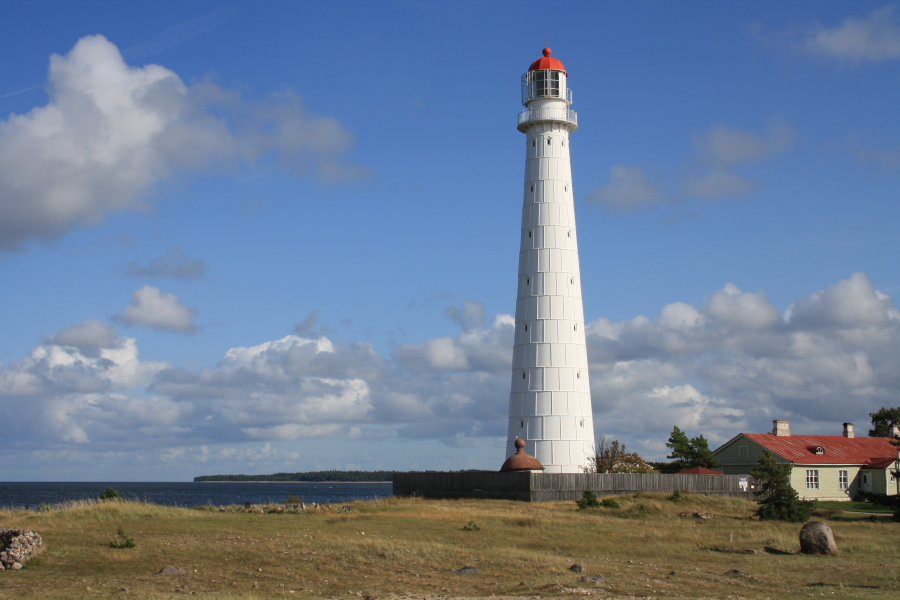
Phare de Tahkuna.
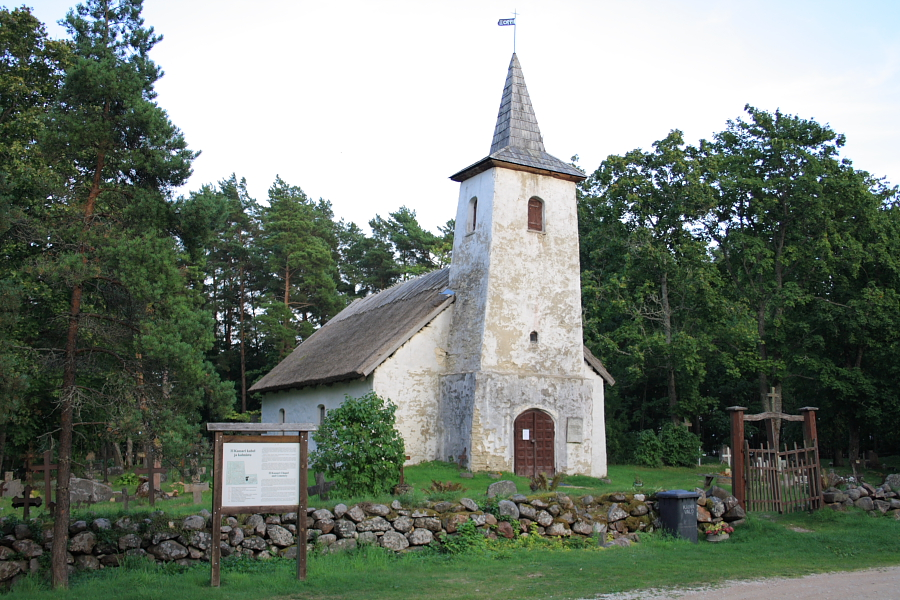
Église de Kassari.
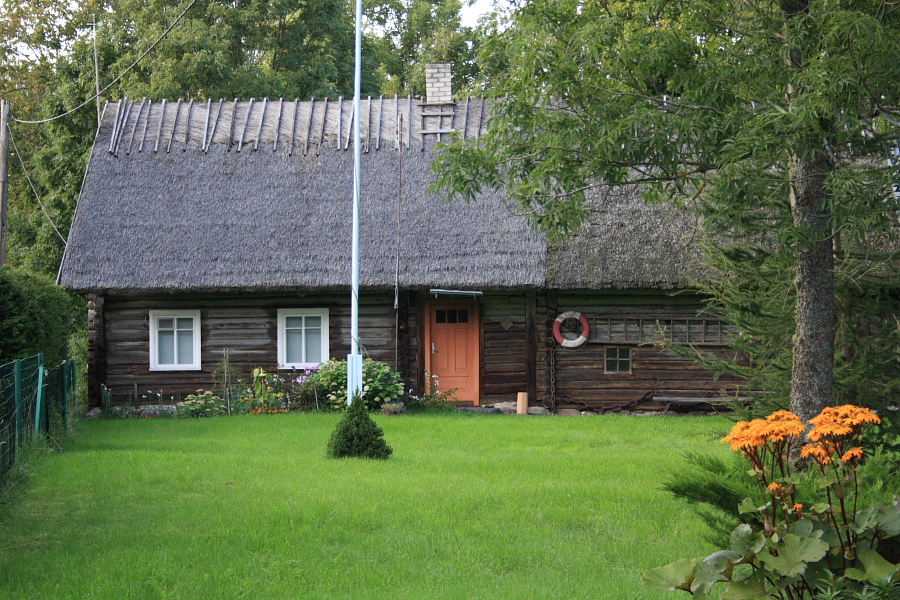
Ancienne ferme.
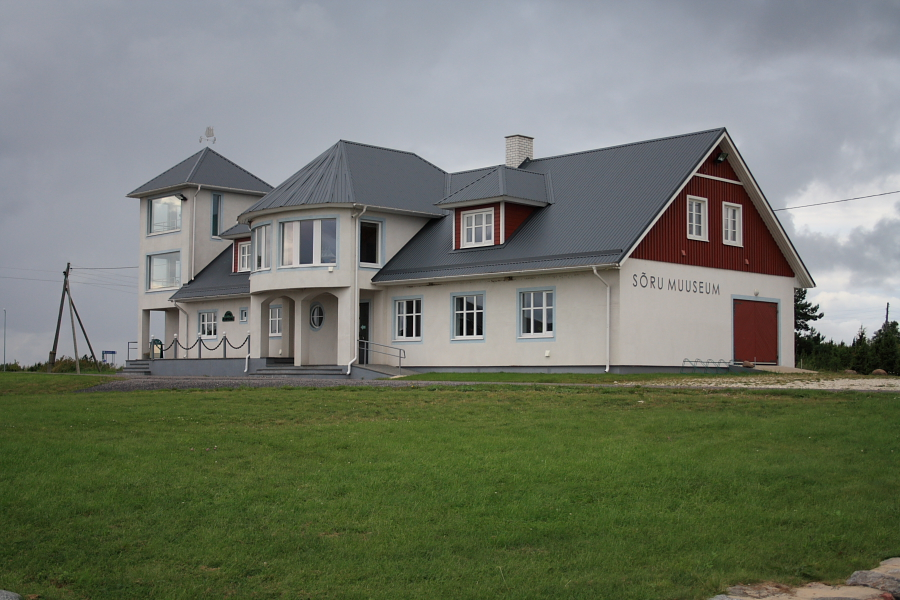
Musée de Sõru.

## Climat
| Mois                                  | jan.       | fév.       | mars      | avril      | mai       | juin      | jui.      | août      | sep.      | oct.      | nov.       | déc.       | année      |
| ------------------------------------- | ---------- | ---------- | --------- | ---------- | --------- | --------- | --------- | --------- | --------- | --------- | ---------- | ---------- | ---------- |
| Température minimale moyenne (°C)     | −2,7       | −3,7       | −2        | 1,1        | 5,6       | 10,4      | 14,4      | 14,2      | 10,5      | 5,9       | 2,3        | −0,3       | 4,6        |
| Température moyenne (°C)              | −0,5       | −1,6       | 0,3       | 4,1        | 9         | 13,5      | 17,5      | 17,3      | 13,3      | 8,3       | 4,2        | 1,6        | 7,2        |
| Température maximale moyenne (°C)     | 1,2        | 0,3        | 2,5       | 7,3        | 12,6      | 16,9      | 20,8      | 20,3      | 15,9      | 10,3      | 5,8        | 3,2        | 9,7        |
| Record de froid (°C) date du record   | −28,4 1987 | −26,9 1979 | −20 1960  | −11,9 1963 | −3,8 1954 | −0,6 1951 | 4,6 1958  | 1,5 1966  | −2,3 1986 | −6,9 1979 | −15,1 1993 | −26,2 1978 | −28,4 1987 |
| Record de chaleur (°C) date du record | 8,4 2007   | 7,1 1990   | 13,5 2007 | 21,5 2008  | 27,8 1995 | 29,4 2019 | 31,5 2003 | 31,5 2014 | 27 1968   | 18,6 2020 | 13 2020    | 9,6 2006   | 31,5 2003  |
| Ensoleillement (h)                    | 28,2       | 59,3       | 119,4     | 190,9      | 293,1     | 297,6     | 303,2     | 251       | 166,2     | 96,1      | 36,3       | 19         | 1 864,4    |
| Précipitations (mm)                   | 52         | 42         | 35        | 31         | 32        | 50        | 53        | 72        | 60        | 72        | 72         | 58         | 628        |
| Nombre de jours avec précipitations   | 12         | 8          | 8         | 7          | 6         | 7         | 7         | 9         | 11        | 12        | 14         | 14         | 116        |
| Humidité relative (%)                 | 86         | 86         | 83        | 81         | 79        | 81        | 80        | 80        | 81        | 83        | 86         | 85         | 83         |

| Diagramme climatique                                  |           |         |          |           |            |            |            |            |           |          |           |
| J                                                     | F         | M       | A        | M         | J          | J          | A          | S          | O         | N        | D         |
| 1,2−2,752                                             | 0,3−3,742 | 2,5−235 | 7,31,131 | 12,65,632 | 16,910,450 | 20,814,453 | 20,314,272 | 15,910,560 | 10,35,972 | 5,82,372 | 3,2−0,358 |
| Moyennes : • Temp. maxi et mini °C • Précipitation mm |           |         |          |           |            |            |            |            |           |          |           |